# Lepidozia microphylla
Lepidozia microphylla là một loài rêu tản trong họ Lepidoziaceae. Loài này được (Hook.) Lindenb. miêu tả khoa học lần đầu tiên năm 1845.